# Orientalischer Tanz in Deutschland

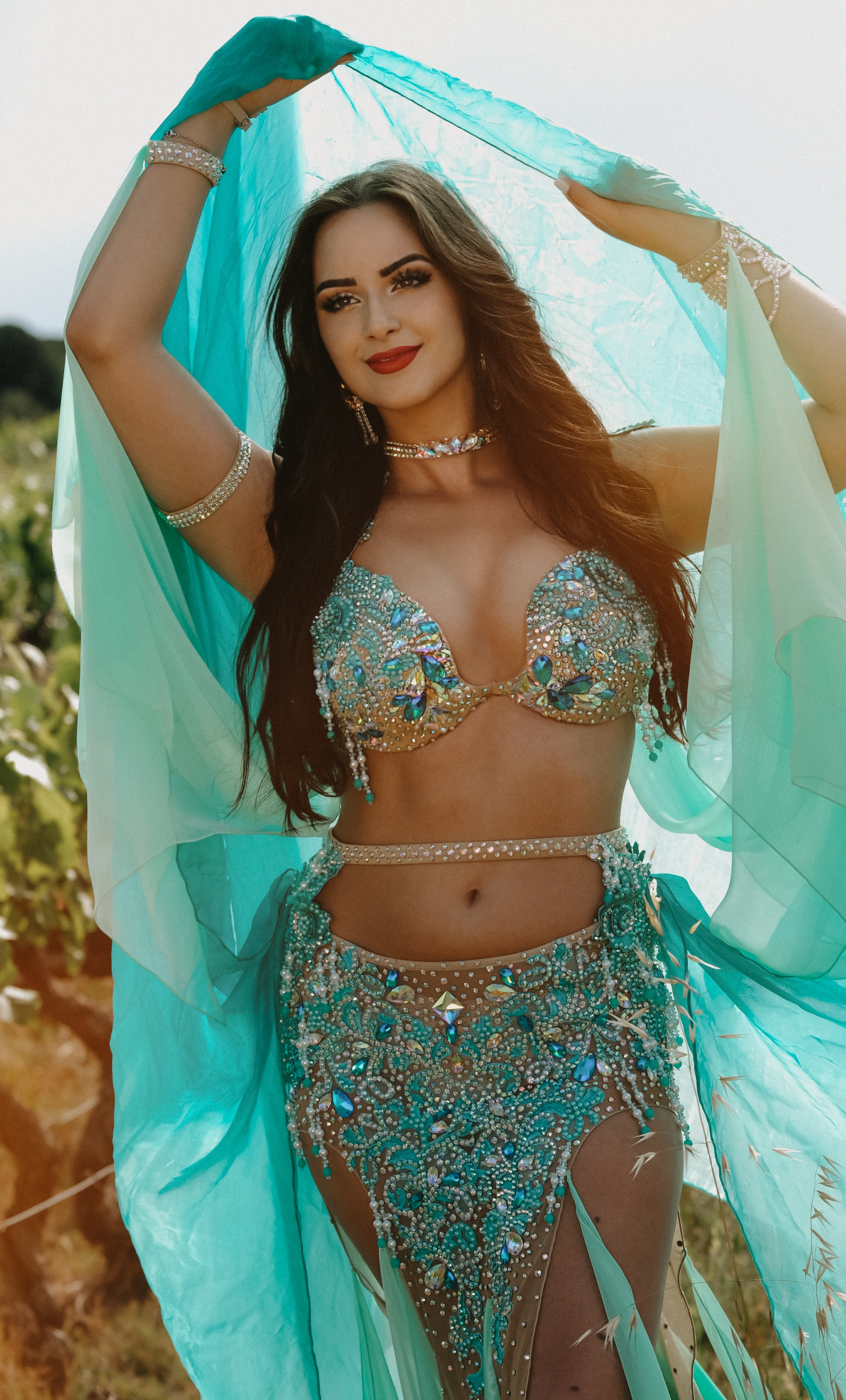
Deutsche Bauchtänzerin Ranin

Orientalischer Tanz (arabisch رقص شرقي Raqs Scharqi, DMG raqṣ šarqī), umgangssprachlich auch Bauchtanz genannt, ist ein seit den 1980er-Jahren in Deutschland etablierter, zumeist von Frauen praktizierter Tanzstil, der ursprünglich aus dem Nahen Osten kommt und über die USA nach Deutschland gelangte. Orientalischer Tanz ist seitens des Deutschen Tanzsportverbandes offiziell als sportliche Disziplin anerkannt, jährlich findet die TAF Deutsche Meisterschaft Orientalischer Tanz statt.
Aufgrund der körperlichen Bewegungen und der mitunter freizügigen Kostüme haftet dem Orientalischen Tanz seit jeher ein verrufenes Image an, das insbesondere in der Bewegung des Feminismus kontrovers diskutiert wurde. Nachdem der Tanz in den 1980er- und 1990er-Jahren ein Trendsport war, ist das Interesse spätestens in den 2000er-Jahren zurückgegangen.

## Geschichte des Orientalisches Tanzes in Deutschland

### Vorgeschichte, Tanz der Ghawazi und Entwicklung des klassisch-orientalischen Tanzes
Die historischen Anfänge des Bauchtanzes liegen im Dunkeln. Zwar gibt es durch die Geschichte Hinweise, die nahelegen, dass Tanzformen, die dem klassischen Bauchtanz womöglich ähnelten, schon früh in der Geschichte existiert haben, doch kann mangels visueller Belege wie Foto- und Videoaufnahmen über die genaue Art des Tanzes und seine Bewegungen nur spekuliert werden. Gesicherte Erkenntnisse über den Vorläufer des klassischen orientalischen Tanzes liegen seit dem späten 18. und frühen 19. Jahrhundert durch detaillierte Beschreibungen europäischer Orientreisender vor, wobei gesichert ist, dass die sogenannten Ghawazi jene Frühform des Tanzes praktizierten, aus der sich der spätere ägyptische klassisch-orientalische Tanz entwickelte.
Im Rahmen von Völkerschauen wurde diese Frühform des Tanzes ab 1889 bereits in Europa gezeigt, erstmals auf der Weltausstellung in Paris 1889, wo die „Algerische Straße“ neben dem Eiffelturm zum zweiten Publikumsmagnet wurde – der dort gezeigte Bauchtanz wurde als so skandalös betrachtet, dass die Behörden die Schließung des Pavillons in Erwägung zogen, was wiederum für noch mehr Zulauf sorgte. Auf der Berliner Gewerbeausstellung 1896 wurde das Konzept im Rahmen der Sonderausstellung „Kairo“ übertragen, wo neben der Darstellung eines Harems auch Bauchtanzvorführungen durch die beiden Tänzerinnen „Laila“ und „Marietta“ stattfanden. Die Attraktionen wurden von Besuchern sowohl als anstößig als auch erotisch empfunden.
In den 1920er- bis 1940er-Jahren entwickelte sich in den Kabaretts der Metropolen des Nahen- und Mittleren Ostens und Nordafrika – vor allem in Kairo – professionalisierte sich diese Frühform des Tanzes schließlich und entwickelte sich zum klassisch-orientalischer Tanz. Zu dessen steigender Popularität trug insbesondere die ägyptische Filmindustrie bei, die in den 1940er- bis 1960er-Jahren zahlreiche Filme mit Orientalischen Tänzen produzierte, während gleichzeitig das amerikanisch-europäische Kino Bauchtanz, zumeist von europäischen Schauspielerinnen vorgeführt, in Spielfilmen zeigte, die thematisch mit dem Orient in Verbindung stehen.

### Einflüsse aus den USA (1960er – 1970er-Jahre)

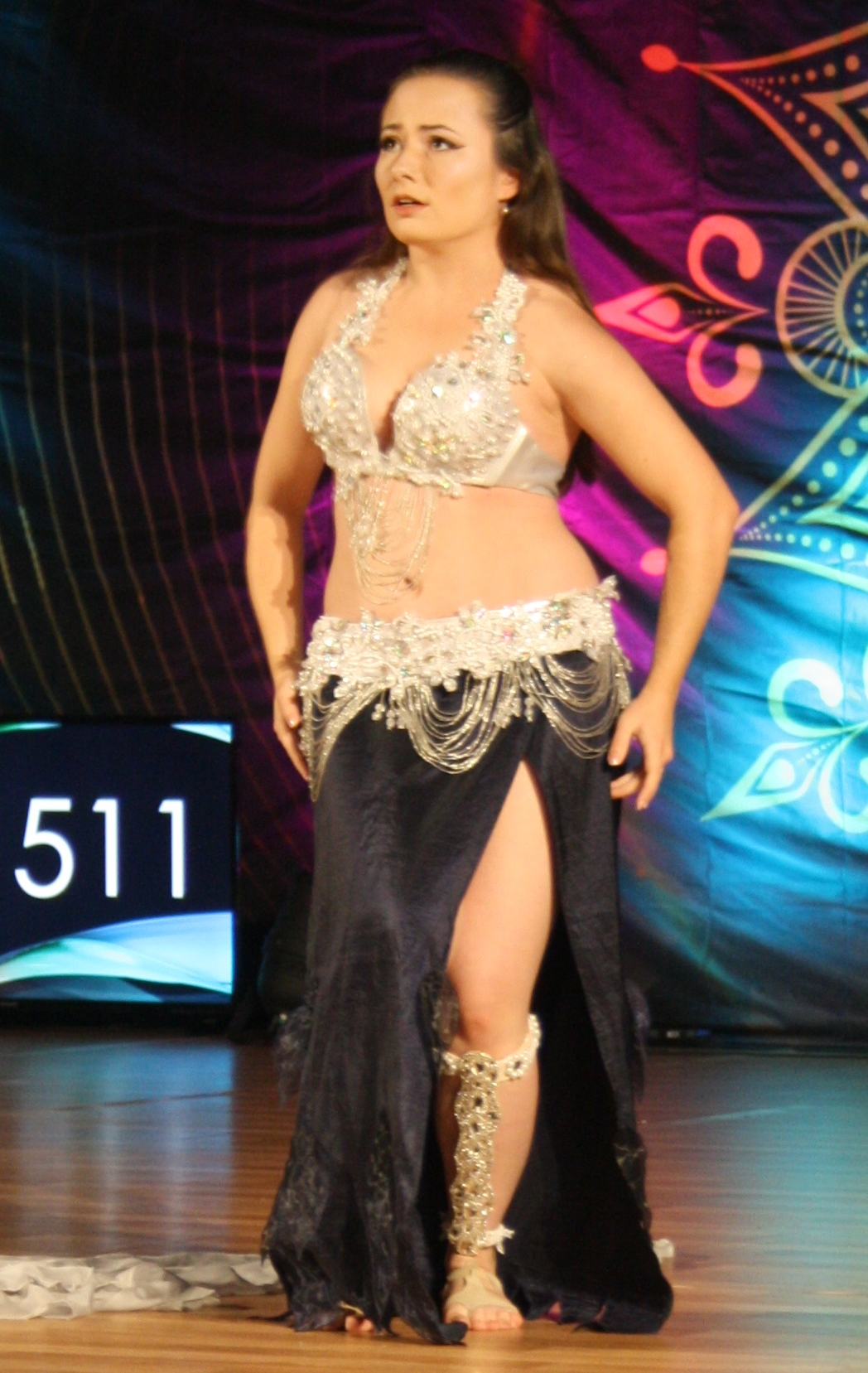
Sandra Kuhfus, deutsche Meisterin des TAF Deutsche Meisterschaft Orientalischer Tanz 2023.

In den späten 1960er-Jahren begann der Bauchtanz erstmals in den USA als Tanzsportart unterrichtet zu werden, wo er eine hohe Zahl an Kursteilnehmern verzeichnete. Ulrike Askari sieht diesen US-amerikanischen Bauchtanz-Trend als Ausläufer des Einflusses der Hippiebewegung der 1960er- und 1970er-Jahre, einer Zeit, in der ein allgemeines Interesse an insbesondere der indischen Kultur, aber auch angrenzenden Kulturräumen in den USA bestand. Anfang der 1970er-Jahre wurde in Kalifornien die erste Bauchtanzschule eröffnet; der Durchbruch kam in den USA im Jahr 1973 mit dem Buch Getting Clear von Anne Kent Rush, in dem die Autorin ausführte, das Bauchtanz mit der Schöpfung und Geburt zu tun habe, und „weibliche Energie“ stärke.
Von Beginn an haftete dem Bauchtanz das Image der Sexualisierung und Erotisierung an, auch durch Einflüsse westlich-orientalistischer Vorstellungen. Innerhalb der Bauchtanzszene kursierten – auch durch gezielte Werbung – Slogans wie „Tanze Bauch und dein Mann bleibt zuhaus“ und „Make your husband a sultan“ / „Mach deinen Ehemann zum Sultan“. Gegen solche Ansichten wehrten sich sowohl professionelle Tänzerinnen, als auch viele Leiterinnen von Tanzkursen, die sich ihrerseits entweder als Künstlerinnen betrachteten, oder sich auf „matriarchale Ursprünge“ des Tanzes beriefen. Über die USA erreichte der Bauchtanz schließlich in den 1970er-Jahren auch Westdeutschland und etablierte sich dort in den frühen 1980er-Jahren.

### Anfänge in Deutschland (1950er – 1970er-Jahre)

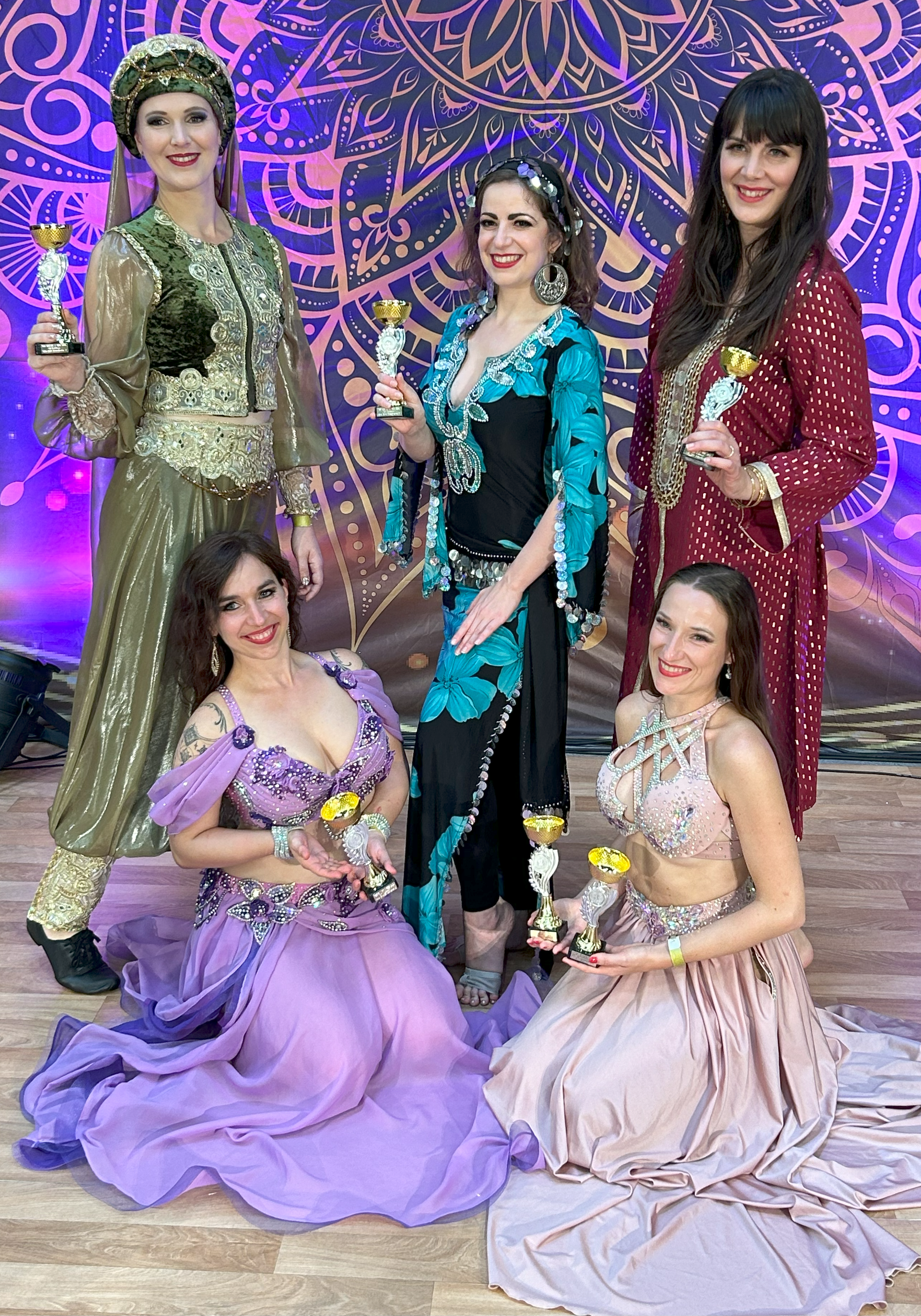
Tänzerinnen Thoola Tribal, Niwareka, Anja Samim, Maria Shavgurjan und Shirin vom Ensemble Lina beim TAF Deutsche Meisterschaft Orientalischer Tanz 2024.

Über die USA erreichte der Bauchtanz schließlich auch Westdeutschland und etablierte sich dort in den frühen 1980er-Jahren. Zwar sind Anfänge des Bauchtanzes in Westdeutschland spätestens seit den 1950er-Jahren belegt, doch handelte es sich um keine nachhaltigen Strukturen. Nach dem Militärputsch im Jahr 1952 in Ägypten gegen König Faruq waren ägyptische Tänzerinnen als Asylsuchende ins Land gekommen, in den 1960er-Jahren folgten Tänzerinnen über die Arbeitsmigrationsabkommen, etwa mit der Türkei. Diese Tänzerinnen boten ihre Kunst bei Veranstaltungen, etwa in türkischen und arabischen Restaurants, nicht aber in Form von Kursen an. Im Nahen Osten wiederum feierte die Deutsche Elfriede Sattler als „Ulfat Sharif“ in den 1950er- und 1960er-Jahren Erfolge als Bauchtänzerin, wobei sie bis in höchste gesellschaftliche Kreise vordrang.
Erste Kursangebote gab es in den 1970er-Jahren in Westdeutschland lediglich für die Ehefrauen von dort stationierten US-amerikanischen Soldaten; die Tanzlehrerinnen kamen aus den USA, wo der Trend sich bereits entfaltet hatte. 1976 bot die Amerikanerin Marta Schill in Frankfurt am Main und Wiesbaden erstmals in Deutschland Kurse an. 1982 eröffnete sie die erste deutsche Bauchtanzschule in Bonn-Bad Godesberg, in Westberlin begann 1982 eine US-Amerikanerin namens Emilie in einer US-Militärkaserne Unterricht für US-Soldatenehefrauen zu geben, im gleichen Jahr begann die Ägypterin Sawsan an der Tempelhofer Volkshochschule erstmals Kurse in Orientalische Tanz zu geben.

### Trend-Entfaltung (1980er-Jahre)
Eine ähnliche Entwicklung, die in den USA das Buch Getting Clear von Anne Kent Rush für die Popularisierung des Bauchtanzes in den 1970er-Jahren gehabt hatte, vollzog sich Deutschland 1983 mit der Publikation von „Das Bauchtanz-Buch“ von Dietlinde Karkutli (gest. 1994), die als Pionierinnen des deutschen Bauchtanzes gilt. Karkutli hatte an der Seite ihres syrischen Ehemannes Burhan Karkutli mehrere Jahre im Nahen Osten verbracht und dort den Orientalischen Tanz kennengelernt. In Deutschland hatte sie dann an einem Kursangebot in einer US-Militär-Kaserne teilgenommen, bei einer bei amerikanischen Lehrerin gelernt und in Frankfurt am Main schließlich selbst eine Tanzgruppe übernommen; 1980 gründete sie mit Arabeska eine eigene Tanzgruppe und eröffnete später eine gleichnamige Tanzschule für Orientalischen Tanz. Ein Jahr nach der Karkutlis Buchveröffentlichung erschien 1984 das Buch Bauchtanz – Die Schlange und die Sphinx, eine Übersetzung des im Jahr zuvor erschienenen Werks der britischen Autorin Wendy Buonaventura, dass sich stark auf die geschichtlichen Aspekte des Tanzes fokussierte. Beide Bücher stellten die ersten deutschsprachigen Schriften dar, auf die Interessenten zurückgreifen konnten. Ulrike Askari, die 1993 eine Umfragestudie mit 176 Frauen durchführte, die Orientalischen Tanz praktizierten, kam zu dem Schluss, dass es einen klaren Zusammenhang mit dem Erscheinen der Bücher von Karkutli und Buenaventura und dem Tanzbeginn der befragten Frauen gab.
Ab 1984 begannen deutsche Frauen entscheidend in die Entwicklung des Bauchtanzes in Deutschland einzugreifen; Beata Zadou eröffnete das erste Bauchtanzstudio Berlins. Es folgten weitere Gründungen von Tanzgruppen und Eröffnungen von Tanzstudios durch andere Tänzerinnen in vor allem Großstädten in Deutschland. In Berlin wurden Kurse wurden sowohl in Volkshochschulen, Fitness-Centern, alternativen Frauen-Zentren und sogar im Universitätssport angeboten. 1988 gründete Dietlinde Karkutli das jährliche Orientalische Tanzfestival Europa (OTFE). 
Eine von Ulrike Askari im Winter 1990/1991 in Westberlin durchgeführte und 1993 publizierte Studie ergab, dass von 176 befragten Frauen 15 % der Teilnehmerinnen mit dem Bauchtanz bis einschließlich 1984 begonnen hatten, 68 % in den Jahren 1985–1989, der Rest nach 1989. Askari ging von mindestens eintausend Frauen aus, die im Jahr 1990 in Berlin professionell und als Freizeitaktivität Bauchtanz tanzten.
Die bis 1990 bestehende Deutsche Demokratische Republik erreichte der Trend nicht, wenngleich mit Regina Adib eine mit einem offiziellen Berufsausweis ausgestattete Tänzerin im Land aktiv war und dort überall, durch staatliche Künstleragenturen vermittelt, auftrat.

### Trendüberschreitung und Professionalisierung (1990er-Jahre bis heute)
Anfang der 1990er-Jahre scheint der Bauchtanztrend in Deutschland noch existiert zu haben. Ulrike Askari ging 1993 – eine Dunkelziffer mit einrechnend – vor dem Hintergrund weiterer eröffneter Schulen von rund 2.500 Frauen, die allein in Berlin Bauchtanz praktizierten; namentlich waren ihr 150 deutsche Frauen ohne Migrationshintergrund bekannt, die beruflich in Berlin ihre Tanzkunst aufführten. Vor allem in den 1990er-Jahren reisten viele Tänzerinnen nach Ägypten, um Kostüme zu erwerben, später überfluteten Billig-Produkte aus China den europäischen Markt. In Deutschland etablierten sich einige Kostümherstellerinnen.
Spätestens in der zweiten Hälfte der 1990er-Jahre scheint der Trend des Orientalischen Tanzes in Deutschland seinen Höhepunkt überschritten zu haben und zurückgegangen zu sein. Ein Indiz dafür ist der Rückgang des Interesses an Fachzeitschriften zum Orientalischen Tanz. Bereits in den 1990er-Jahren halbierte sich die Zahl der etablierten Fachmagazine im Laufe der 1990er-Jahre von sechs auf drei Magazine, die letztlich jedoch alle in den 2000er bis 2020er Jahren ebenfalls eingestellt wurden (→ Magazine und Fachzeitschriften).
Organisatorisch war in den 1990er- und 2000er-Jahren eine Professionalisierung zu beobachten. Während sich das Angebot in Deutschland immer mehr ausbreitete, mangelte es an einem größeren Netzwerk, Informations- und Koordinierungs- und Professionalisierungsangebot für Tänzerinnen. Im Mai 1994 erfolgte schließlich die Gründung des Bundesverband für Orientalischen Tanz e.V. (BufOT), seit 2007 Bundesverband Orientalischer Tanz e.V. (BVOT), der sich die Pflege und Förderung des Orientalischen Tanzes in Deutschland zum Ziel gesetzt hat.
2005 wurde erstmals der nationale Meisterschaftswettbewerb TAF Deutsche Meisterschaft Orientalischer Tanz ausgetragen.

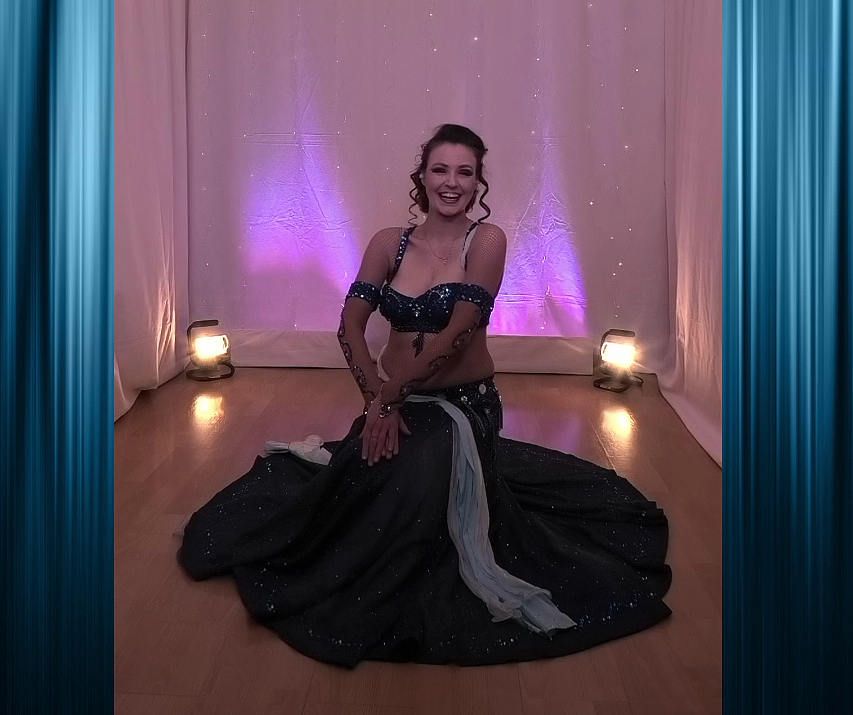
Die Einschränkungen in der Corona-Pandemie zwangen viele Tänzerinnen dazu, Online-Angebote zu erstellen. Im Bild: Hanan Kadur bei einem Orientalischen Tanz in ihrem Internettheater "Hanans Diwan".

Die COVID-19-Pandemie stellte einen schweren Einschnitt für die Bauchtanz-Szene dar, da im Zuge der Lockdown- und allgemeinen Schutzmaßnahmen Tanzstudios zeitweise vollständig geschlossen und generell Teilnehmerzahlen begrenzt werden mussten; ebenso fielen Aufträge für bezahlte öffentliche Auftritte weg. Um dem entgegenzuwirken, boten nicht wenige Tanzlehrerinnen Online-Kurse, Streaming- und Video-on-Demand-Angebote an. Neben psychisch-physischen Folgen stellte die Pandemie finanziell eine starke Belastung für die professionelle Szene dar.

## Organisation

### Verbände
Seit 1994 existiert der Bundesverband Orientalischer Tanz e.V.;

### Institutionen
Der Deutsche Tanzsportverband (DTV) erkennt Orientalischen Tanz als offizielle Disziplin an. Seit 2008 gibt es vom DTV das Deutsche Tanzsportabzeichen für Orientalischen Tanz (DTSA-OT), das wie alle anderen Sportabzeichen des DOSB bei vielen Krankenkassen mit Bonusleistungen gefördert wird. Ebenso gibt es vom DTV eine offizielle Trainerausbildung für den Breitensport seit 2004. Über den zum DTV gehörenden Mitgliedsverband TAF Germany wird auch die jährliche nationale Meisterschaft, der TAF Deutsche Meisterschaft Orientalischer Tanz ausgetragen. 
Da beim Orientalischen Tanz auf zumeist auf nationaler wie internationaler Ebene kein offizielles Wettbewerbssystem existiert, fehlt es auch an offiziell zertifizierter Ausbildung. Anerkannte Tanzschulen bzw. Anbieter bieten zertifizierte Lehrgänge an, die eine gewisse offizielle Reputation bedeuten. Zu diesen Angeboten gehört etwa die BATO-Ausbildung des Bundesverband Orientalischer Tanz, die der Verband seit 1995 anbietet und im Rahmen eines Kooperationsvertrags mit dem Deutschen Tanzsportverband erfolgt.

### Nationale Meisterschaft
Seit 2005 findet der offizielle nationale Meisterschaftswettbewerb TAF Deutsche Meisterschaft Orientalischer Tanz statt. Veranstaltet wird er unter der Schirmherrschaft des zum Deutschen Tanzsportverband gehörenden TAF Germany. Durch eine gewonnene Meisterschaft qualifizieren sich die jeweiligen Sieger für internationale Wettbewerbe, etwa jene der International Dance Organization und den Dance World Cup. Für die Teilnehmer gibt es mehrere Altersgruppen: Mini-Kids (7 Jahre und jünger), Kinder (8–11 Jahre), Junioren (12–15 Jahre), Erwachsene 1 (16–34 Jahre), Erwachsene 2 (35–50 Jahre) und Erwachsene 3 (über 50 Jahre). Mit wenigen Ausnahmen sind die Teilnehmer ausschließlich Mädchen und Frauen, da nur wenige Männer Orientalischen Tanz praktizieren.

### Magazine und Fachzeitschriften

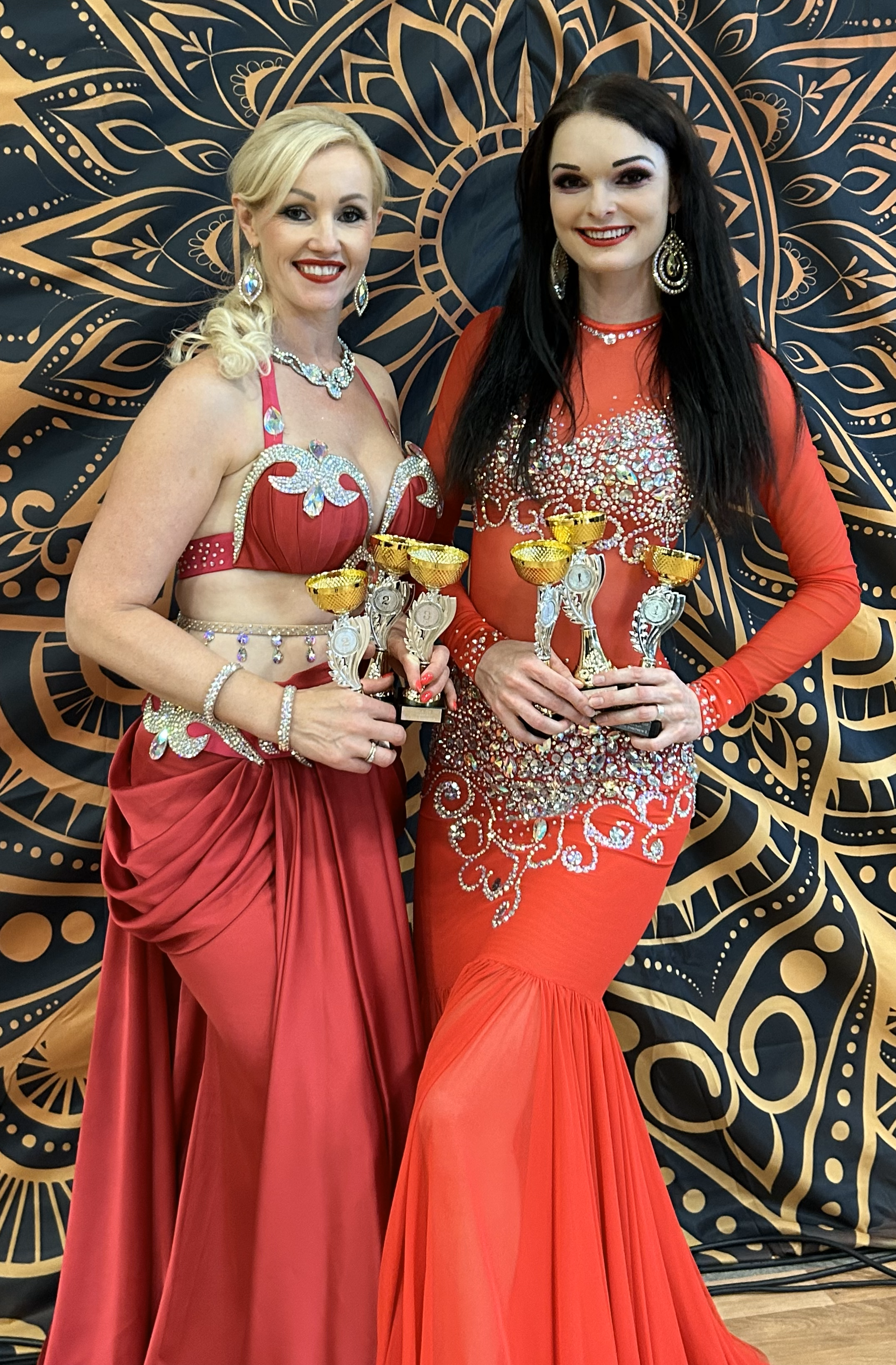
Ella Warkentin und Franziska Fink, Vize- und Deutsche-Meisterinnen 2023.

Die Zahl von in den frühen 1990ern bestehenden sechs deutschen Fachzeitschriften zum Orientalischen Tanz reduzierte sich in den 1990er-Jahren auf drei – Halima, Orient Magazin und Tanz Oriental. Andere in den 2000er-Jahren gegründete Magazine bestanden nur wenige Jahre, so Bastet – Fachzeitschrift für orientalische Tänze & Kultur (2003–2008) und die von Ulrike Askari geführte Al-Maqam (2006–2008). In den 2010er-Jahren gerieten auch die älteren etablierten Magazine stärker unter Druck und mussten die Publikation einstellen, so das Orient Magazin (1995 bis 2013) und die Tanz Oriental (1992 bis 2014). Während der COVID-19-Pandemie wurde auch das einige Jahre zuvor an Ulrike Mimus übergegangene 1990 gegründete Halima Magazin eingestellt und veräußert. Wenngleich eine Wiederaufnahme geplant ist, sind bisher keine weiteren Ausgaben erschienen.
Bis heute erscheint das 2001 gegründete vom Bundesverband für Orientalischen Tanz e. V. herausgegebene Fachmagazin Chorikà.

### Szenen-Artikel
Neben der Tanzausbildung existiert aufgrund des Bedarfs an Kostümen und Musik ein Markt für Szenenartikel; worauf sich einzelne Personen spezialisiert haben. Im Bereich der Musik hat in Deutschland das Ehepaar Beate und Horacio Cifuentes zahlreiche Musik-Alben produziert.

## Gesellschaftliche Debatte in Deutschland

### Motive
Es liegen keine aktuellen Studien vor, die Auskunft über Motive und Einstellungen von Frauen geben, die in Deutschland Orientalischen Tanz praktizieren.
Eine vergangene Momentaufnahme ist die von Ulrike Askari 1993 in einem Buch herausgegebene Studie Bauchtanz – Ein Trend mit Folgen? Askari hatte im Winter 1990/1991 insgesamt 176 Frauen aus West-Berlin mittels eines Fragebogens befragt, um die Profile, Motive und Einstellungen von deutschen Bauchtänzerinnen in Erfahrung zu bringen. 15 % der Teilnehmerinnen hatten mit dem Bauchtanz bis einschließlich 1984 begonnen, 68 % in den Jahren 1985–1989, der Rest nach 1989. Rund die Hälfte der Frauen waren zwischen 25-34 Jahre alt, gut ein Viertel zwischen 35-44, der Rest verteilte sich etwa zur Hälfte auf unter 25- und über 45-Jährige. Rund 2/3 der befragten Frauen hatten mindestens das Abitur oder einen noch höheren Bildungsabschluss (rund die Hälfte). Über die Frage der Motive gaben zwei Drittel der befragten Frauen an, dass sie Bauchtanz als ‚urweiblichen Tanz‘ empfinden, ebenfalls zwei Drittel gaben an, dass der Tanz ihr Selbstbewusstsein stärke. Viele sahen den Tanz auch als eine Möglichkeit sahen, sich in der Phantasie wie eine orientalische Prinzessin zu fühlen und damit zumindest für den Zeitpunkt des Tanzes ihre gewöhnliche Lebensrolle als berufstätige oder häusliche Frau ablegen zu können. Gleichsam verbanden sie den Auftritt als Bauchtänzerin mit Lebensfreude, Lust am eigenen Körper und allgemeinem Wohlbefinden.

### Bauchtanz als Ausdruck von Erotik und Patriarchat? – Kritik der feministischen Bewegung
Von Beginn an gab es Kritik am Orientalischen Tanz aufgrund der oft freizügigen Kostüme und den Bewegungen des Tanzes. Entsprechend haftete dem Bauchtanz ein verruchenes Image an, das teils auch an Werbung und dem Verhalten einzelner Tänzerinnen lag. So war innerhalb der Szene mit Slogans wie „Tanze Bauch und dein Mann bleibt zuhaus“ und „Make your husband a sultan“ / „Mach deinen Ehemann zum Sultan“ geworben worden. Die Zeitschrift Quick beschrieb das Interesse am Bauchtanz in Deutschland als erotischen Trend: „Hausfrauen, Sekretärinnen, geschiedene Frauen mit Kindern – Tausende von deutschen Frauen spüren ein neues erotisches Fieber mit Kribbeln im Bauch. Sie betreiben plötzlich Bauchtanz als Spielart der weiblichen Erotik und wollen damit ihre Männer überraschen.“ Entsprechend scharf positionierten sich einige Vertreterinnen des Radikal-Feminismus wie die damalige Emma-Redakteurin Ingrid Strobl.

Strobl verwies darauf, dass Bauchtanz im Nahen Osten zumeist in einem geschützten, nur Frauen vorbehaltenem Raum praktiziert wird, anders als in der Öffentlichkeit, wo er vor allem in Kabaretts und Nachtclubs in den Großstädten professionell gezeigt wird, wo es immer eine schmale Grenze zur Prostitution gegeben habe. Auch im europäisch-westlichen Kontext entgehe die Tänzerin vor öffentlichem Publikum nicht der Sexualisierung. Tänzerinnen, die sich von Zuschauern Geldscheinen in ihre Kostüme stecken lassen, führen wiederum zu gedanklichen Assoziationen mit Verhaltensweisen in Strip-Clubs. Durch ihre Selbstsexualisierung mache sich die Tänzerin, so Strobl, durch die sie sich selbst zum Objekt, zur Sklavin der Blicke der Männer mache – selbst wenn die Tänzerin meint, sie sei eine Künstlerin und tue das nur für sich selbst. Über ihre eigene Erfahrung schrieb Strobl: „Ich habe die Gesichter der Männer gesehen. Das hat mir gereicht.“ und ergänzte:
„Dass die Frauen […] ihre Kunst im Frauenzentrum lernen, nützt ihnen gar nichts, wenn sie, nur mit pailettenbestickten BH und Höschchen bekleidet, mit Busen, Bauch und Po wackeln. Die Herren im Publikum wissen das durchaus 'richtig' einzuschätzen. Denn in einer Männerwelt sind sie die Profiteure. Eine Schwarze, die vor Weißen mit den Augen rollt und die Zähne fletscht, mag das für sich selbst als befreiend finden, doch für die Weißen ist es ein eindeutiger Beweis ihrer direkten Abstammung vom Affen. Ich denke, dass die Araberinnen schon wissen, warum sie beim Bauchtanz unter sich bleiben.“
Tänzerinnen sind in dieser Frage gespaltener Meinung. Während einige professionelle Tänzerinnen die vermeintlich erotischen Aspekte des Tanzes bestreiten, werden sie von anderen Tänzerinnen nicht verneint. So beschreibt etwa die Tänzerin Ingeborg Böhme den Tanz für sich als Erleben weiblicher Erotik. Ulrike Askari konstatiert: „Dass der Tanz an sich […] erotisch ist, in allen seinen Abstufungen und Nuancen, ist nicht zu leugnen.“ Auch Dietlinde Karkutli hebt die sexuell-erotische Dimension des Tanzes explizit mit Verweis auf seine möglichen Ursprünge hervor. Lilo Buytaert, eine Schülerin von Dietlinde Karkutli, bestreitet nicht, dass der Tanz erotisch-exhibitionistischen Aspekte habe, sieht in den Reaktionen der Männer jedoch nicht per se eine sexuelle Anmache, sondern eine gemeinsame Freude an der sinnlichen Erregung des weiblichen Körpers. Sie tanze aber nicht, um danach die erotische Spannung in konkrete sexuelle Taten umzusetzen, sondern um mit dem Publikum zusammen die Erotik als prickelndes Gefühl zu genießen.

### Debatte um kulturelle Aneignung
Ein weiteres Thema ist die Debatte um kulturelle Aneignung. Bereits in den 1980er-Jahren gab es die Kritik, dass die Frauen zwar einen fremdländischen, orientalischen Tanz praktizierten, selbst aber nur ein geringes Interesse an der Kultur dieser Länder zeigten würden. So kritisierte Ingrid Strobl 1984, dass die wenigsten Frauen, die Bauchtanz im Westen praktizieren, jemals im Orient gewesen seien. Ulrike Askari konstatierte aus ihrer 1993 veröffentlichten Studie ebenfalls kritisch, dass die große Mehrheit der befragten deutschen Bauchtänzerinnen eine lediglich oberflächliche Berührung und Interesse mit und am Kulturraum des Nahen Ostens zeigten. Auch innerhalb der jüngsten Geschichte der Bauchtanzszene wird das Thema thematisiert.

### Fachliteratur
- Ulrike Askari: Bauchtanz – Ein Trend mit Folgen?, Das Arabische Buch, Berlin 1993.
- Wendy Buonaventura: Die Schlange vom Nil. Frauen und Tanz im Orient. Übers. Uwe Scheer. Rogner & Bernhard bei Zweitausendeins, Hamburg 1990, ISBN 3-8077-0246-6, englisches Original: Serpent of the Nile: Women and Dance in the Arab World. Interlink Pub Group / U.S., Saqi Books / U.K., 1989, ISBN 1-56656-300-3.
- Wendy Buonaventura: Bauchtanz – Die Schlange und die Sphinx. Übers. v. Maja Pflug. Weismann; Frauenbuchverlag, München 1984; später Kunstmann Verlag, zb.: 7. Auflage 1998, ISBN 3-88897-106-3, englisch: Belly Dancing: The Serpent and the Sphinx. Virago Press, London, UK 1983, ISBN 978-0-86068-279-0.
- Dietlinde Karkutli: Das Bauchtanz-Buch. Rowohlt 2002, ISBN 3-499-61328-X.
- Constanze Wenzel: Warum Bauchtanz – Die Motivation deutscher Frauen zum Orientalischen Tanz, Books on Demand, Norderstedt, 2007.

### Biographien
- Elfriede Sattler: Nabelfrei, Knaur, München 2012.
- Ella Carina Werner: Die mit dem Bauch tanzt, Ullstein, Berlin 2012.

## Deutsche Bauchtänzerinnen mit Wikipedia-Artikel
- Franziska Fink
- Dietlinde Kartutli
- Ulrike Mimus
- Patricia Stephan
- Ella Warkentin